# Maximilian Dürr
Maximilian Dürr (* 24. Januar 1992 in Filderstadt) ist ein deutscher Eishockeytorwart, der seit 2012 bei den Heilbronner Falken in der 2. Eishockey-Bundesliga unter Vertrag steht.

## Karriere
Maximilian Dürr begann seine Karriere als Eishockeyspieler in der Nachwuchsabteilung des Heilbronner EC, für dessen Profimannschaft Heilbronner Falken er in der Saison 2010/11 zu seinem Debüt in der 2. Eishockey-Bundesliga kam, als er in zwei Spielen zwischen den Pfosten stand. Bereits im Vorjahr hatte der Torwart im Profikader der Falken gestanden, blieb jedoch noch ohne Einsatz. Die Saison 2011/12 verbrachte er beim EHC Eisbären Heilbronn aus der viertklassigen Eishockey-Regionalliga, ehe er zur folgenden Spielzeit zu den Falken in die 2. Bundesliga zurückkehrte.